# سزاری سیسه
سزاری سیسه (انگلیسی: Cezary Siess؛ زادهٔ ۱۵ مارس ۱۹۶۸) ورزشکار شمشیربازی اهل لهستان است.
وی در مسابقات کشوری و بین‌المللی در مجموع برندهٔ ۱ مدال برنز شده‌است.